# Kertész Ella
Góth Sándorné Kertész Ella, születési nevén: Kohn Ella, névváltozatok: B. Kertész Ella, G. Kertész Ella (Budapest, 1879. február 12. – Budapest, Erzsébetváros, 1936. június 24.) magyar színésznő.

## Élete

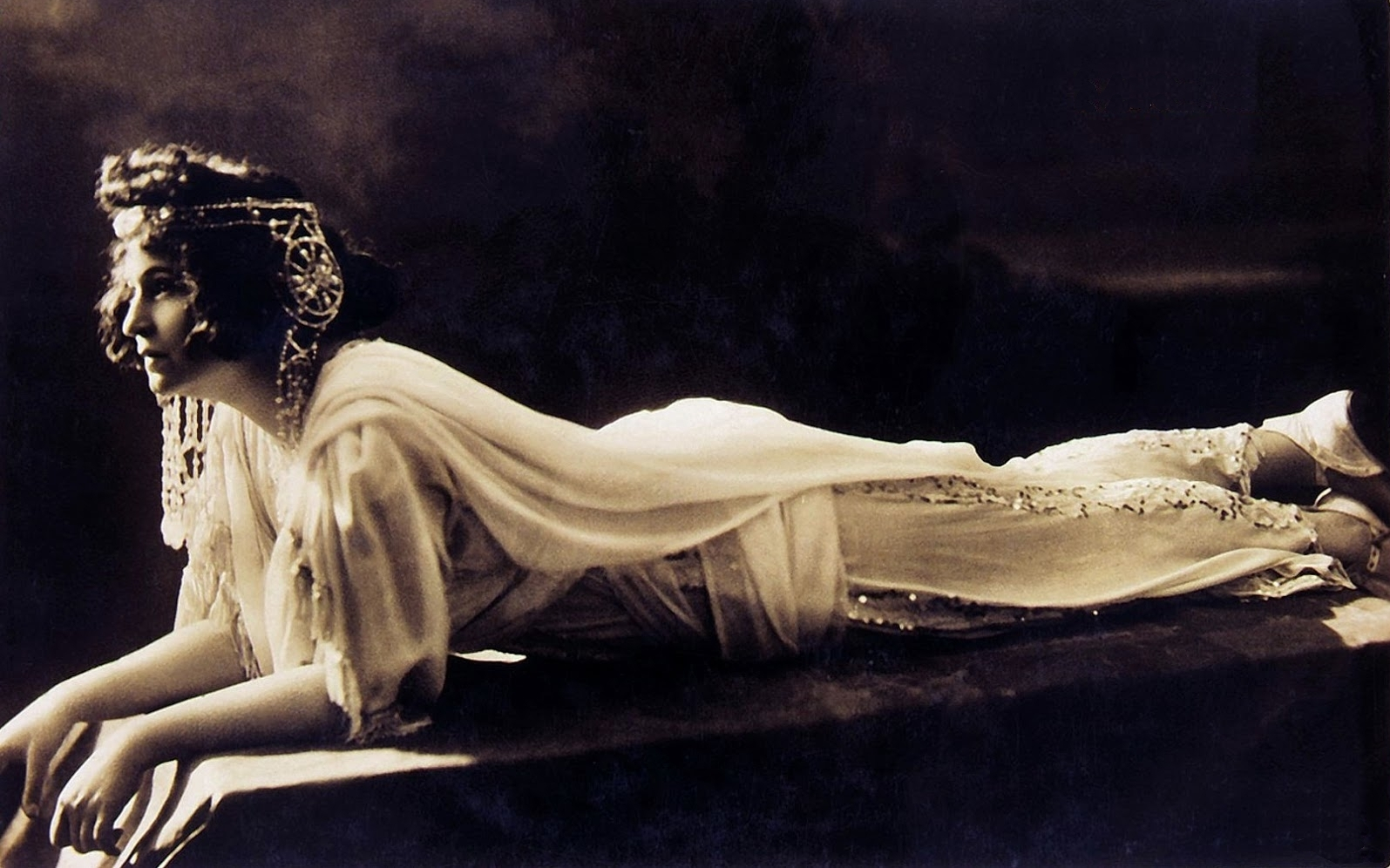
Kertész Ella Oscar Wilde Salome című tragédiájának címszerepében

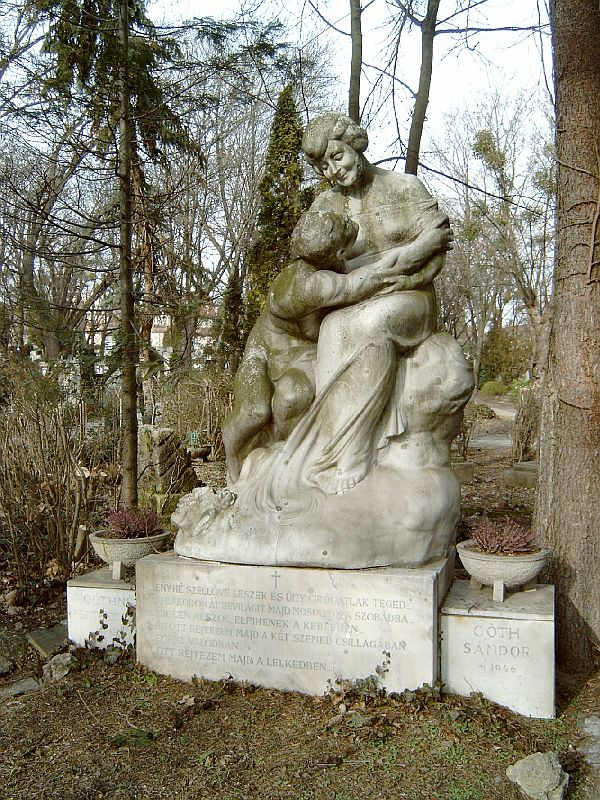
Kertész Ella és Góth Sándor sírja a Farkasréti temetőben (6. körönd-1-5. sírbolt). Ligeti Miklós munkája.

Kertész (Kohn) Bernát hivatalnok és Langsfeld Emma leányaként született. A Színművészeti Akadémiát 1897-ben végezte el, ahol harmadéves növendék korában 200 forintos ösztöndíjat kapott. A Nemzeti Színház szerződtette azután, hogy az akadémiai vizsgáján, a Nők iskolájában óriási sikert aratott; itt 1898-ig játszott. 1898. június 18-án Budapesten, a Terézvárosban férjhez ment Beck Vilmoshoz, az Operaház művészéhez, majd visszavonult. 1904-ben elváltak. 1904. március 15-én Budapesten, az V. kerületben házasságot kötött Góth Sándorral, az egyik tanú Faludi Gábor volt.
1903-ban szerződött át a Vígszínházhoz, ahol január 8-án debütált a Loute c. vígjáték címszerepében. A Pesti Hírlap január 9-i számában így emlékezett meg róla: „A bemutatók és más hasonló társadalmi reuniók állandó törzsközönségének, az u. n. tout Budapestnek jelenlétében ma este egy fiatal úrhölgy művésznővé avattatott föl. Előadás kezdetén még csak afféle tehetséges dilettáns volt, de első jelenései után a nyílt színen fölhangzó tapsvihar a közönség részéről is szankcionálta azt az eddig csak néhány beavatott által előlegezett véleményt, hogy a bemutatkozó fiatal úrhölgy B. Kertész Ella művésznő és pedig a javából való.” Első igazi nagy sikerét egy év múlva érte el Hennequin és Bilhaud Boldogság c. vígjátékában, majd 1906. január 31-én a Baccarat-ban (Helén) óriási sikerével az ország első számú színésznői közé emelkedett. 1907. január 12-én ismét fokozta sikerei számát a Tolvaj c. drámában. Később komikai szerepeket is vállalt.
1910/11-ben a Magyar Színház, majd ismét a Vígszínház, 1921–22-ben a Renaissance Színház tagja, 1924-től 1936-ig ismét a Vígszínház művésznője volt. 1920-ban, 1927–28-ban, 1930–1932 között, 1934-ben a Magyar Színházban, 1930-ban és 1932-ben a Belvárosi Színházban, 1936-ban a Pesti Színházban is fellépett.
Játéka a vígszínházi természetességgel a modern színjátszás elemeit ötvözte. Kezdetben szerelmes lányokat, fiatalasszonyokat, később jellemszerepeket alakított. Kiváló stílusérzékkel ábrázolta a komikum minden fajtáját. Gyakran volt partnere a férje, akivel együtt színészneveléssel is foglalkozott. Német, francia, angol és olasz nyelven beszélt.

## Filmszerepe
- Címzett ismeretlen (1935)